# Coppa CEB
La Coppa CEB o CEB Cup è una manifestazione continentale di baseball disputata tra i migliori club d'Europa non qualificati per la Coppa dei Campioni.
Si svolse tra il 1993 e il 2008, fino a quando la CEB decise di riunificare tutte le competizioni europee in un unico campionato europeo per club a partire dal 2009. La coppa è tornata a disputarsi dal 2016, senza però annoverare squadre italiane poiché già qualificate per l'European Champions Cup (salvo retrocessioni).
La competizione è stata dominata per i primi otto anni da squadre italiane, in particolare Nettuno Baseball Club che con tre coppe è la squadra che ha vinto il maggior numero di edizioni. Nel corso degli anni coppa è stata spesso snobbata dalle squadre olandesi, così come talvolta da quelle italiane (che per esempio scelsero di non partecipare dal 2001 al 2007).
Nella formula attuale, il torneo si compone di due gironi da quattro squadre ciascuno, che hanno lo scopo di qualificare le semifinaliste e successivamente le finaliste che si giocheranno la coppa. La squadra vincente, avrà accesso all'European Champions Cup dell'anno successivo.

## Albo d'oro
| Anno | Sede      |                                                  | Primo                                            | Secondo                                          | Terzo |
| ---- | --------- | ------------------------------------------------ | ------------------------------------------------ | ------------------------------------------------ | ----- |
| 2023 | Croazia   | Marlins Puerto de la Cruz                        | Lions de Savigny                                 | Astros Valencia                                  |       |
| 2022 | Francia   | Rouen Huskies                                    | Hoboken Pioneers                                 | Marlins Puerto de la Cruz                        |       |
| 2021 | Francia   | Draci Brno                                       | Templiers de Sénart                              | Astros Valencia                                  |       |
| 2020 | Francia   | Non disputata a causa della pandemia di COVID-19 | Non disputata a causa della pandemia di COVID-19 | Non disputata a causa della pandemia di COVID-19 |       |
| 2019 | Rep. Ceca | VOITH Heidenheim                                 | Draci Brno                                       | Cougars de Montigny                              |       |
| 2018 | Rep. Ceca | Borgerhout Squirrels                             | Bonn Capitals                                    | Arrows Ostrava                                   |       |
| 2017 | Rep. Ceca | Draci Brno                                       | Eagles Praha                                     | Templiers de Sénart                              |       |
| 2016 | Francia   | Rouen Huskies                                    | Barracudas de Montpellier                        | Olimpija Karlovac                                |       |
| 2008 | Germania  | FC Barcelona                                     | Nettuno Baseball Club                            | Neptunus                                         |       |
| 2007 | Croazia   | FC Barcelona                                     | Heidenheim Heideköpfe                            | Stade Toulousain Baseball                        |       |
| 2006 | Spagna    | Keltecs Karlovac                                 | Solingen Alligators                              | Templiers de Sénart                              |       |
| 2005 | Rep. Ceca | Zagreb BC                                        | Marlins Puerto de la Cruz                        | Fürth Pirates                                    |       |
| 2004 | Germania  | Marlins Puerto de la Cruz                        | Solingen Alligators                              | Tranås BK                                        |       |
| 2003 | Croazia   | Cologne Dodgers                                  | Kelteks Karlovac                                 | Rojos de Candelaria                              |       |
| 2002 | Spagna    | Sokol KRC Praha                                  | Oskarshamn BSK                                   | Paris Université Club                            |       |
| 2001 | Francia   | Technika Brno                                    | Lions de Savigny-sur-Orge                        | Cologne Dodgers                                  |       |
| 2000 | Italia    | Nettuno Baseball Club                            | Modena Baseball                                  | Montpellier Université Club Baseball             |       |
| 1999 | Spagna    | Modena Baseball                                  | C.A.D. Irabia Béisbol                            | Szentendre Sleepwalkers                          |       |
| 1998 | Russia    | Modena Baseball                                  | Lions de Savigny-sur-Orge                        | C.A.D. Irabia Béisbol                            |       |
| 1997 | Spagna    | Bbc Grosseto                                     | CSKA PVO Balashikha                              | C.A.D. Irabia Béisbol                            |       |
| 1996 | Italia    | Juventus 48 Torino                               | CB Caserta                                       | Kovo Mac Source                                  |       |
| 1995 | Italia    | Nettuno Baseball Club                            | Honkbalclub Allen Weerbaar                       | C.A.D. Irabia Béisbol                            |       |
| 1994 | Francia   | Rimini Baseball Club                             | C.A.D. Irabia Béisbol                            | Nice Université Club                             |       |
| 1993 | Italia    | Nettuno Baseball Club                            | Fortitudo Baseball Bologna                       | C.A.D. Irabia Béisbol                            |       |

## Medagliere per nazione
| Pos. | Nazione     | Vittorie | Secondi posti | Terzi posti | Totale |
| 1    | Italia      | 8        | 4             | -           | 12     |
| 2    | Spagna      | 4        | 3             | 8           | 14     |
| 3    | Rep. Ceca   | 4        | 2             | 1           | 7      |
| 4    | Francia     | 2        | 5             | 8           | 15     |
| 5    | Germania    | 2        | 4             | 2           | 8      |
| 6    | Croazia     | 2        | 1             | 1           | 4      |
| 7    | Belgio      | 1        | 1             | -           | 2      |
| 8    | Paesi Bassi | -        | 1             | 1           | 2      |
| 8    | Russia      | -        | 1             | 1           | 2      |
| 10   | Ungheria    | -        | -             | 1           | 1      |